# Eógan mac Muiredaig
Eòganán mac Muiredaich va ser un pretendent o rei dels escots de Dál Riata del 736 al 739.
Era fill del rei Muiredach mac Ainbcellaich. No és clar si va ser un pretendent exiliat al tron de Dalriada o un rei vassall del poderós monarca picte Óegus I. Eógan va desaparèixer al cap de 3 anys i la sobirania dels pictes sobre els escots es va mantenir fins al voltant del 750.
Eógan no apareix en cap dels annals irlandesos supervivents, ni apareix al Duan Albanach, que passa de Muiredach a Áed Find. Només la Crònica dels reis de Dál Riata, que anomena Eógan fill de Muiredach com a rei després de Muiredach, i la llista de reis de la Crònica de Melrose l'inclouen.